# Norman Abramson
H. Norman Abramson (4 de março de 1926 - 19 de dezembro de 2022) foi um engenheiro estadunidense.

## Carreira
Ele foi vice-presidente executivo do Southwest Research Institute da Universidade do Texas em Austin e gerente e investigador principal em vários projetos de pesquisa da NAE e NRC.
Abramson era um especialista reconhecido internacionalmente no campo da mecânica teórica e mecânica aplicada com especialização em dinâmica de fluidos, especificamente a "dinâmica de líquidos contidos em sistemas astronáuticos, nucleares e marinhos".

## Publicações
- The dynamic behavior of liquids in moving containers (1966)
- An Introduction to the Dynamics of Airplanes (1971)
- Technology Transfer Systems in the United States and Germany: Lessons and Perspectives (1997)
- Improving Surface Transportation Security Through Research and Development (TR News 211, Nov.–Dez. 2000)[3]
- Deterrence, Protection, and Preparation: The New Transportation Security Imperative—Special Report 270[4] (2002)
- Implementing the Results of the Second Strategic Highway Research Program: Saving Lives, Reducing Congestion, Improving Quality of Life - Special Report 296 (2009)[5]

Artigos selecionados
- Dodge, Franklin T., Daniel D. Kana, e H. Norman Abramson. "Liquid surface oscillations in longitudinally excited rigid cylindrical containers." AIAA J 3.4 (1965): 685-695.
- Abramson, H. Norman, Wen-Hwa Chu, e Daniel D. Kana. "Some studies of nonlinear lateral sloshing in rigid containers." Journal of Applied Mechanics 33.4 (1966): 777-784.
- Daniel F. Morgan e H. Norman Abramson. "Improving Surface Transportation Security Through Research and Development," TR News 211, November–December 2000